# Aiguilles d'Arves
Le Aiguilles d'Arves si trovano nelle Alpi del Delfinato (sottosezione Alpi delle Grandes Rousses e delle Aiguilles d'Arves). 

## Descrizione
La montagna comprende:
- la vetta meridionale (3514 m, salita da William Auguste Coolidge nel 1878)
- la vetta centrale (3513 m, salita da Coolidge il 10 luglio 1874)
- la vetta settentrionale, anche chiamata Tête de Chat (Testa di gatto) con le due suddivisioni:
  - il Bec Sud (3358 m)
  - il Bec Nord (3364 m).

## Rifugi

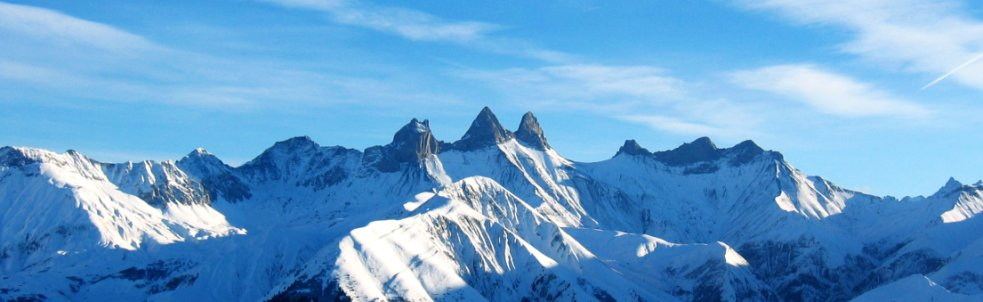
Vista panoramica.

- Refuge des Aiguilles d'Arves - 2.264 m